# Charles Jourdain
Charles Jourdain (24 giugno 1817 – Val-d'Oise, 20 luglio 1886) è stato un filosofo e letterato francese.

## Biografia
Figlio dello storico e orientalista francese Amable Jourdain (1788-1818), si laureò in Lettere nel 1838, conseguendo due anni dopo l'abilitazione all'insegnamento della filosofia nelle scuole superiori francesi. Dopo un ciclo di conferenze al Collegio Enrico IV, diventa professore di filosofia a Reims, al Collège Stanislas nel 1842, e al Bourbon nel 1847.
Nel 1849 divenne capo di gabinetto del Ministero della Pubblica Istruzione e dell Cultura, promosso capo della segreteria e due anni più tardi responsabile dell'area contabile e amministrativa. 
Il 15 marzo 1850 prese parte all'approvazione della legge de Falloux sulla libertà di insegnamento e la parità confessionale nell'istruzione pubblica.

Il 25 aprile 1856 fu uno dei membri della prima assemblea generale de L'Œuvre des Écoles d'Orient, associazione cattolica francese a scopo educativo e culturale, al servizio dei Cristiani d'Oriente, dei volontari e dei religiosi che vi operano.
Nel 1863 divenne membro dell'Académie des inscriptions et belles-lettres, in sostituzione di Berger de Xivrey. Pubblicò numerosi articoli nel Dictionnaire des sciences philosophiques, nella Revue de l'instruction publique e nella Revue contemporaine, oltre all'edizione critica delle opere filosofiche di Antoine Arnauld, di Pierre Nicole e degli scritti di Abelardo, dando alle stampe nel 1859 due volumi con Eugène Despois.